# Церковь Святого Эгидия (Ганновер)
Церковь Святого Эгидия (нем. Aegidienkirche) — построенная в XIV веке в городе Ганновер церковь, самая восточная из трёх церквей старого города (наряду с Рыночной церковью и Церковью святого Креста).
Церковь посвящена Святому Эгидию, одному из четырнадцати святых помощников.
В 1943 году в результате налётов союзной авиации на город церковь была частично разрушена. Её развалины служат мемориалом жертвам войн.
Церковь является одной из достопримечательностей города и входит в пешеходный туристический маршрут «Красная нить».